# Zachary Bell
Zachary Michael Bell (ur. 14 listopada 1982 w Watson Lake) – kanadyjski kolarz torowy i szosowy, dwukrotny medalista mistrzostw świata, zawodnik grupy UCI Professional Continental Teams Champion System.

## Kariera
Pierwszy sukces w karierze Zachary Bell osiągnął w 2007 roku, kiedy zdobył srebrny medal w indywidualnej jeździe na czas podczas panamerykańskich mistrzostw w kolarstwie torowym i szosowym. Rok później wystąpił na igrzyskach olimpijskich w Pekinie, gdzie był siódmy w wyścigu punktowym, a rywalizację w madisonie ukończył na dwunastej pozycji. W 2009 roku, na mistrzostwach świata w Pruszkowie zdobył srebrny medal w omnium, wyprzedził go tylko Australijczyk Leigh Howard. Sukces ten Bell powtórzył także trzy lata później, podczas mistrzostw świata w Melbourne, gdzie wyprzedził go tylko inny Australijczyk - Glenn O’Shea.

## Najważniejsze osiągnięcia

### tor
- 2009
  -  2. miejsce w mistrzostwach świata (omnium)
- 2012
  -  2. miejsce w mistrzostwach świata (omnium)

### szosa
- 2013
  - 1. miejsce na 4. etapie Tour de Taiwan
  - 1. miejsce na 6. etapie Tour de Korea
  -  1. miejsce w mistrzostwach Kanady (start wspólny)